# William Washington (General)

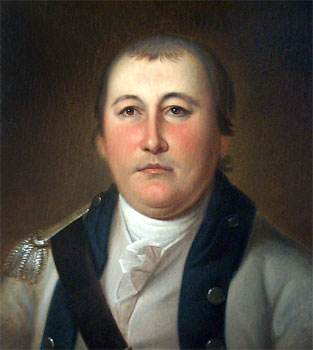
William Washington

William Washington (* 28. Februar 1752 in Stafford County, Colony of Virginia; † 6. März 1810 im Charleston County, South Carolina) war ein amerikanischer Kavallerieoffizier im Unabhängigkeitskrieg und einer der ersten Brigadegeneräle der neu gegründeten Vereinigten Staaten von Amerika.

## Herkunft
William Washington wurde als ältester Sohn von Bailey und Catherine (geb. Storke) Washington geboren und war ein Cousin zweiten Grades von George Washington. Das Elternhaus Washingtons war das Herrenhaus einer Plantage in Virginia. Unter diesen privilegierten Bedingungen genoss er die Vorzüge einer Südstaaten-Erziehung. Er wurde von einem Geistlichen, Reverend Stuart, in altgriechischer Sprache und verschiedenen Gebieten der Theologie unterrichtet. Washington strebte eine geistliche Karriere an. Bei Ausbruch des Unabhängigkeitskrieges verwarf er seine ursprüngliche berufliche Planung und trat in die amerikanische Unabhängigkeitsarmee ein.

## Amerikanischer Unabhängigkeitskrieg
William Washington wurde am 12. September 1775 zum Captain der Staffort County Minuteman ernannt. Die Infanterie-Kompanie wurde am 25. Februar 1776 in das 3. Virginia Regiment der Kontinentalarmee integriert. Washingtons erster Kampfeinsatz war am 14. September 1776 in der Schlacht von Harlem Heights, in welcher er durch eine Musketenkugel verwundet wurde. Washingtons Einheit beteiligte sich am nördlichen Feldzug des Krieges und war unter dem Kommando von Nathanael Greene an der für die amerikanische Seite erfolgreichen Gefecht um die Stadt Trenton beteiligt. Washington griff die unter britischer Fahne kämpfenden hessischen Einheiten überraschend und erfolgreich an. Er eroberte zwei feindliche Kanonen in der King Street von Trenton, sodass diese nicht gegen kontinentale Angreifer in Stellung gebracht werden konnten. Bei den Kampfhandlungen wurde Washington erneut verwundet, zusammen mit dem jungen Leutnant James Monroe, dem späteren Präsidenten der Vereinigten Staaten.
William Washington wurde für seine Verdienste bei dem Gefecht in Trenton vom Oberkommandierenden General George Washington belobigt. Nach dem Gefecht wurde er zum Major befördert und erhielt das Kommando über die berittene Einheit 4. Continental Light Dragoons. Schon kurz darauf erfolgte eine erneute Beförderung und William Washington diente unter George Baylor im Range eines Colonels als stellvertretender Kommandeur der 3. Continental Light Dragoons. Diese berittene Einheit wurde bei dem Gefecht bei River Vale und Old Tappan in New Jersey am 27. und 28. September 1778 fast vollständig von britischen Einheiten aufgerieben. Nur 55 amerikanische Soldaten überlebten oder entgingen der Gefangenschaft. Das Gefecht wurde unter dem Namen „Baylor’s Massacre“ bekannt. Mit der Absicht, die schwindende Kampfmoral der amerikanischen Einheit zu stärken, wurde William Washington am 20. November 1778 zum Regimentskommandeur der 3. Light Dragoons ernannt und gleichzeitig zum Lieutenant Colonel befördert. Im Anschluss wurde Washington mit seinem Regiment zu den kontinentalen Einheiten von Major General Benjamin Lincoln in Charleston, im südlichen Kriegsgebiet Amerikas abgeordnet. Im März 1780 war Washingtons Regiment mit Aufklärung und Schutzaufgaben gegen die immer erfolgreichere britische Armee beschäftigt. Lt. Col. Washington und sein Regiment waren in mehrere Gefechte mit der gefürchteten britischen Legion unter dem Kommando von Lt. Col. Banastre Tarleton verwickelt. Nach wechselseitigen Erfolgen musste Washington mit seinen verbliebenen Männern schließlich über den Santee River fliehen, um einer Gefangennahme zu entgehen.
Nachdem die amerikanischen Verbände bei der Schlacht von Camden am 16. August 1780 geschlagen wurden, erlangte die britische Armee die Kontrolle über den Süden der Kolonie. Unter dem Kommando von General Daniel Morgan beteiligte sich William Washington an einer Serie von erfolgreichen Überfällen auf den Gegner und Plünderer im westlichen Teil von South Carolina. Ein bemerkenswerter Erfolg aus diesen Monaten ist der Sieg bei Rugeley’s Mill, bei welchem Washington mit 60 Reitern und ohne einen einzigen Schuss abzufeuern, über 100 Gefangene machen konnte. Washington ließ aus einem Baumstamm eine täuschend echt aussehende Kanone herstellen, mit deren Hilfe der verschanzte Gegner schließlich zur Aufgabe bewegt wurde.

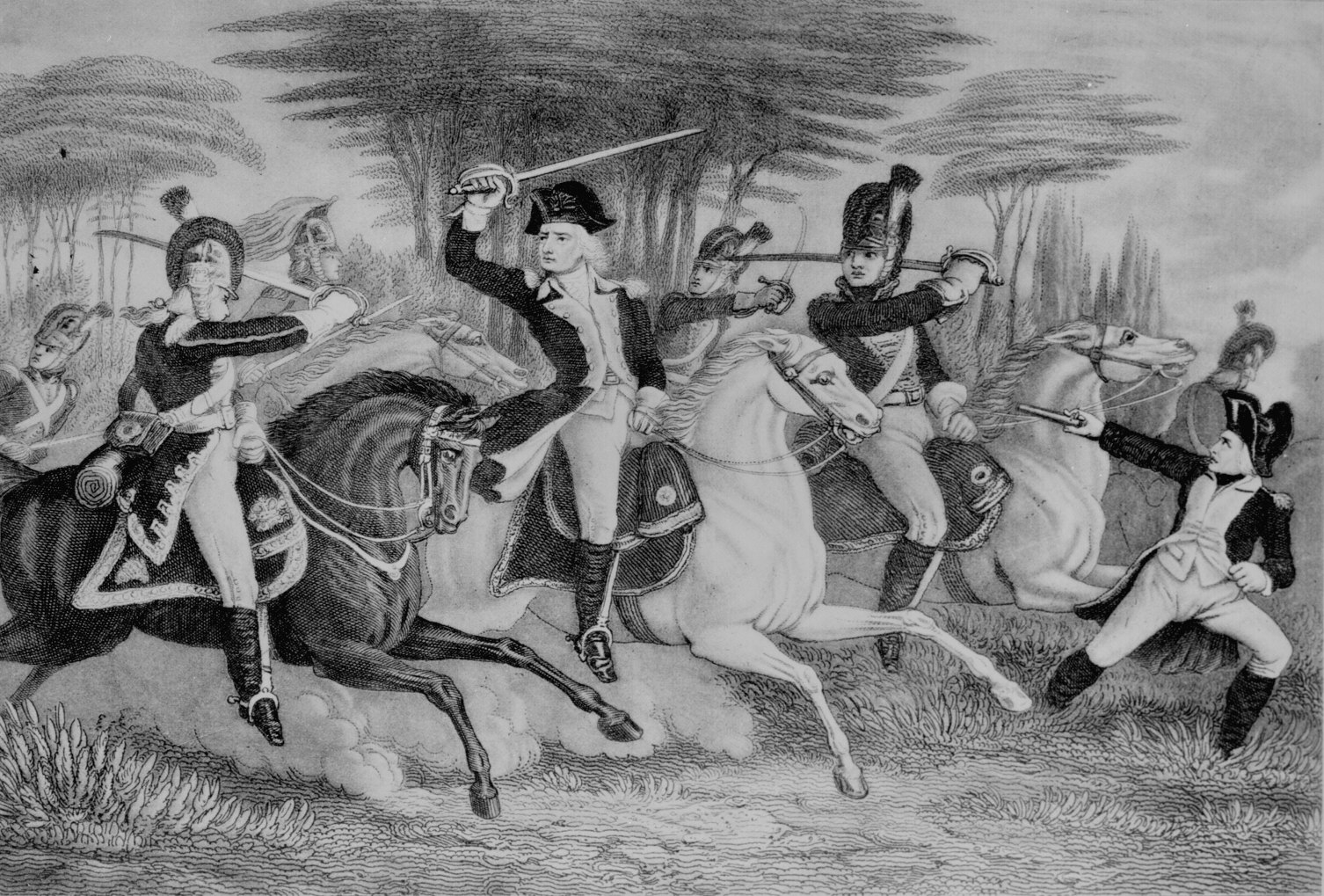
William Washington während der Schlacht von Cowpens

In der Schlacht von Cowpens am 17. Januar 1781 kämpfte William Washington direkt mit dem wegen seiner Brutalität berüchtigten Kommandeurs der britischen Legion und Light Dragoons, Banastre Tarleton. Durch einen Pistolenschuss verletzte Tarleton Washington am Knie, während dieser seinen Gegner an der rechten Hand verwunden konnte. Tarleton entkam, nachdem er Washingtons Pferd erschossen hatte. Die britischen Verbände zogen sich zurück, nachdem immer mehr amerikanische Einheiten auf dem Schlachtfeld eintrafen. Für seine Tapferkeit auf dem Schlachtfeld wurde William Washington mit der Silbermedaille des Kontinentalkongresses ausgezeichnet. Nach der Schlacht deckte Washington mit seiner Einheit den Rückzug von General Greene nach Dan River in Virginia und North Carolina, indem er die britischen Einheiten auf Abstand hielt. Am 15. März 1781 verpasste Washington bei der Schlacht am Guilford Court House mit seiner Einheit durch einen Kommunikationsfehler die Gelegenheit, den britischen Oberkommandierenden, Lord Cornwallis, gefangen zu nehmen. Am 25. April 1781 wurde General Greene von britischen Einheiten unter dem Kommando von General Rawdon bei Hobkirk Hill angegriffen. Greene befahl Washington, mit seinen Männern Rawdons Flanke anzugreifen. Washingtons Einheit griff jedoch nicht in das Hauptkampfgeschehen ein, da sie mit dem Einsammeln von Kriegsgefangenen beschäftigt war. Ohne die erwartete Unterstützung befahl General Greene den Rückzug der amerikanischen Einheiten. William Washingtons Reputation war beschädigt, man warf ihm und seiner Einheit vor, sich lieber an Plünderungen zu bereichern statt zu kämpfen und dadurch in Folge den amerikanischen Sieg verhindert zu haben. Am 8. September 1781 wurde William Washington in der Schlacht von Eutaw Springs unter seinem Pferd eingeklemmt, nachdem dieses durch feindliches Musketenfeuer tödlich getroffen zusammenbrach. Ein britischer Soldat verletzte ihn zusätzlich mit einem Bajonettstich. Als britischer Kriegsgefangener blieb William Washington bis zum Ende des Krieges in der Nähe von Charleston (Virginia) interniert.
Der britische Oberkommandierende, Lord Cornwallis, würdigte William Washington später mit den Worten: „Es konnte keinen eindrucksvolleren Gegner an der Spitze der feindlichen Kavallerie geben, als Colonel William Washington.“

## Nach dem Unabhängigkeitskrieg
Am 21. April 1782 heiratete William Washington seine Frau Jane Elliott aus Sandy Hill, South Carolina. Er lernte seine Frau kennen, nachdem diese die Regimentsfahne genäht hatte, welche in den Schlachten von Cowpens und Eutaw Springs verwendet wurde. Das Ehepaar ließ sich in der Nähe von Charleston, South Carolina, auf der Sandy Hill Plantage nieder, wo sie sich mit der Landwirtschaft und der Zucht von Rassepferden beschäftigten. William Washington war von 1787 bis 1804 Mitglied des Parlaments von South Carolina, wobei er zunächst dem Repräsentantenhaus und später dem Senat des Staates angehörte. Das ihm angetragene Amt des Gouverneurs lehnte er jedoch ab, da er nach seinen Worten „kein geborener South Carolinian“ war. 1794 wurde er Brigadier General und kommandierte die Siebte Brigade der Miliz von South Carolina.
Während des unerklärten Seekrieges mit Frankreich (siehe→ Quasi-Krieg) im Jahre 1798 wurde der frühere Präsident George Washington vom amtierenden Präsidenten John Quincy Adams zum Oberkommandierenden der amerikanischen Armee ernannt. George Washington holte William Washington in seinen Generalstab und ernannte ihn zum Brigadegeneral. In der United States Army war er bis zum 15. Juni 1800 für die Verteidigung von South Carolina und Virginia verantwortlich.
William Washington starb am 6. März 1810 im Alter von 58 Jahren an einer langwierigen Krankheit. Er wurde in Live Oak, einer Plantage in der Nähe von Sandy Hill begraben. Neben seiner Frau hinterließ er einen Sohn und eine Tochter. Die Tochter heiratete später General Alexander Spotswood, einen Enkel des gleichnamigen Gouverneurs von Virginia.